# 楊志成
楊 志成（よう しせい、1903年 - 1967年）は、中華人民共和国の軍人。中国人民解放軍の上将。

## 略歴
1926年、黄埔軍官学校に入校し、同年、中国共産主義青年団に加入した。1927年、中国共産党に入党。卒業後、国民革命軍第20軍連（中隊）指導員となる。南昌起義と湘南起義に参加。土地革命戦争以後、中国工農紅軍第4軍第28団（連隊）第1営（大隊）連長、井岡山留守処主任、紅4軍・紅12軍副官長、紅軍大学校務部部長、紅軍総兵站站長、軍事委員会総供給部部長兼政治委員、軍事委員会先遣工作団主任、紅1方面軍後勤部部長、黄河両延衛戍司令員を歴任し、長征に参加した。
日中戦争時、中国人民抗日軍政大学校務部部長を務め、1938年、ソ連のフルンゼ名称軍事アカデミーに留学した。1946年に帰国。
国共内戦時は、東北民主連軍総後勤部政治委員、東北人民解放軍軍需部部長、華中軍区軍需部部長を務めた。
中華人民共和国建国後、中南財経委員会委員、中南軍政委員会軽工業部部長、中南軍区後勤部部長、中南軍区第一副参謀長、中国人民解放軍武装力量監察部副部長、軍事科学院副院長兼院務部部長、高等軍事学院副院長を歴任した。1955年、上将の階級を授与。
第2回、第3回国防委員会委員、第3回全国人民代表大会常務委員会委員。